# Синиця чорночуба
Синиця чорночуба (Baeolophus atricristatus) — вид горобцеподібних птахів родини синицевих (Paridae). Мешкає в США і Мексиці. Раніше вважався підвидом гострочубої синиці.

## Опис
Довжина птаха становить 14-15 см, причому третина довжини припадає на хвіст. Верхня частина тіла сіра, нижня частина тіла білувата, боки рудуваті. У самців довгий, чорний чуб, у самиць він менший і дещо світліший.

## Підвиди
Виділяють чотири підвиди:
- B. a. paloduro Stevenson, JO, 1940 — північний і південно-західний Техас, південно-західна Оклахома, північна Мексика;
- B. a. sennetti Ridgway, 1904 — центральний і південний Техас;
- B. a. atricristatus (Cassin, 1850) — долина Ріо-Гранде, північно-східна Мексика.

## Поширення і екологія
Чорночубі синиці мешкають в Техасі, Оклахомі і північній Мексиці. Бродячі птахи трапляються на північ до Сент-Луїса. Чорночубі синиці живуть в дубових і мішаних лісах, спостерігаються на висоті до 2300 м над рівнем моря.

## Поведінка
Чорночубі синиці живляться безхребетними, а також дрібними горіхами і ягодами. Гніздяться в дуплах, на висоті до 7 м над землею. Сезон розмноження триває з лютого по червень. В кладці 5-6 яєць, інкубаційний період триває 12-14 днів. Пташенята покидають гніздо на 15-16 день.